# Predrag Drobnjak
Predrag Drobnjak (cyr. Предраг Дробњак; ur. 27 października 1975 w Bijelo Polje) – czarnogórski koszykarz, występujący na pozycjach silnego skrzydłowego lub środkowego, reprezentant trzech krajów (Jugosławii, Serbii i Czarnogóry, Czarnogóry), obecnie skaut zespołu Sacramento Kings.
W 2015 objął stanowisko skauta Sacramento Kings.

## Osiągnięcia
Na podstawie, o ile nie zaznaczono inaczej.

### Drużynowe
- Mistrz:
  - Ligi Adriatyckiej (2007)
  - Jugosławii (liga YUBA – 1995–1997)
  - Serbii (2007)
  - Turcji (2009)
- Wicemistrz:
  - Hiszpanii (2006)
  - Turcji (1999–2001)
  - Jugosławii (1993, 1994)
- 3. miejsce w Eurolidze (2006)
- 4. miejsce w Eurolidze (1998)
- Zdobywca:
  - pucharu:
    - Jugosławii (1994, 1995)
    - Hiszpanii (2006)
    - Turcji (2001, 2009)

  - superpucharu:
    - Hiszpanii (2005)
    - Turcji (1998, 2000)
- Finalista 
  - pucharu:
    - Jugosławii (1993, 1996, 1997)
    - Serbii (2007)

  - Superpucharu Jugosławii (1993)

### Indywidualne
- MVP kolejki ligi ACB (3 – 2005/2006)
- Uczestnik meczu gwiazd FIBA EuroStars (1996, 1997)

### Reprezentacja
Seniorska
- Mistrz :
  - świata (1998, 2002)
  - Europy:
    - 2001
    - dywizji B (2009)

  - turnieju FIBA Diamond Ball (2004)
- Wicemistrz turnieju FIBA Diamond Ball (2000)
- Uczestnik:
  - igrzysk olimpijskich (2000 – 6. miejsce, 2004 – 11. miejsce)
  - mistrzostw Europy (2001, 2011 – 21. miejsce)

Młodzieżowe
- Brązowy medalista mistrzostw Europy U–22 (1996)
- Uczestnik:
  - mistrzostw Europy U–16 (1991 – 8. miejsce)[5]
  - kwalifikacji do Eurobasketu U–22 (1996)